# Mémorial du Souvenir

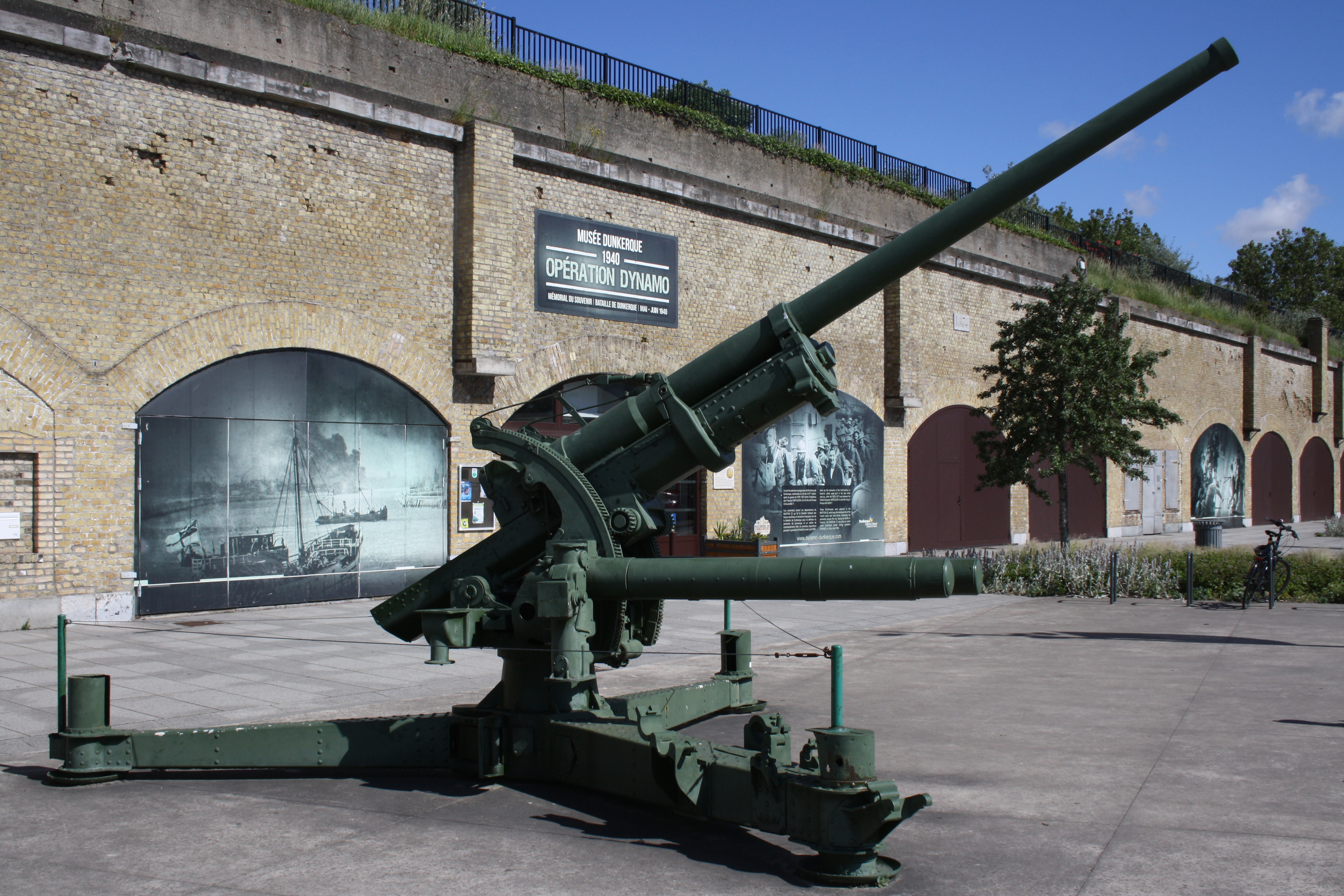
Museum Mémorial du Souvenir in der Bastion 32 – vor dem Gebäude steht eine deutsche Acht-Acht-Flugabwehrkanone

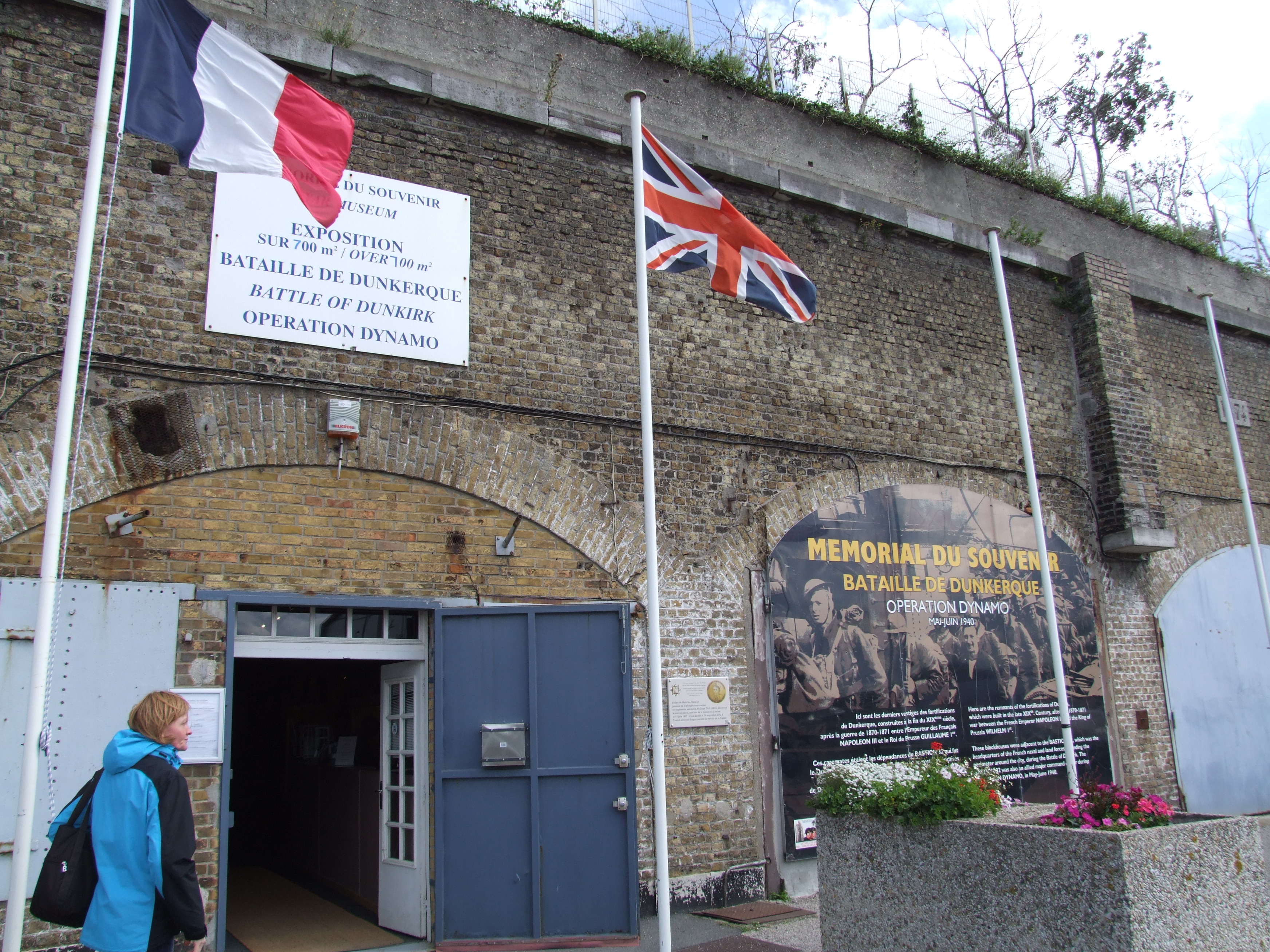
Eingang

Das Mémorial du Souvenir ist ein Kriegsmuseum und Erinnerungsort in Dünkirchen, das der Schlacht von Dünkirchen und der Operation Dynamo gewidmet ist. 
Untergebracht ist das Museum in der Bastion 32 der Küstenbefestigung Dünkirchens von 1874 in der Rue des Chantiers de France. Die Bastion diente im Zweiten Weltkrieg während der Schlacht von Dünkirchen im Mai und Juni 1940 den französischen und den alliierten englischen Truppen als Hauptquartier.
Die Schlacht wird in dem 700 Quadratmeter großen Museum durch Generalstabskarten, Schautafeln mit Texten und Bildern sowie Vitrinen mit Waffen und Ausrüstungsgegenständen, frei aufgestelltem Militärmaterial sowie Originalfunden vom Schlachtfeld präsentiert. Zudem wird den Besuchern abwechselnd in französischer und englischer Sprache ein 15-minütiger Dokumentarfilm mit zahlreichen Originalaufnahmen angeboten.

## Geschichte des Museums

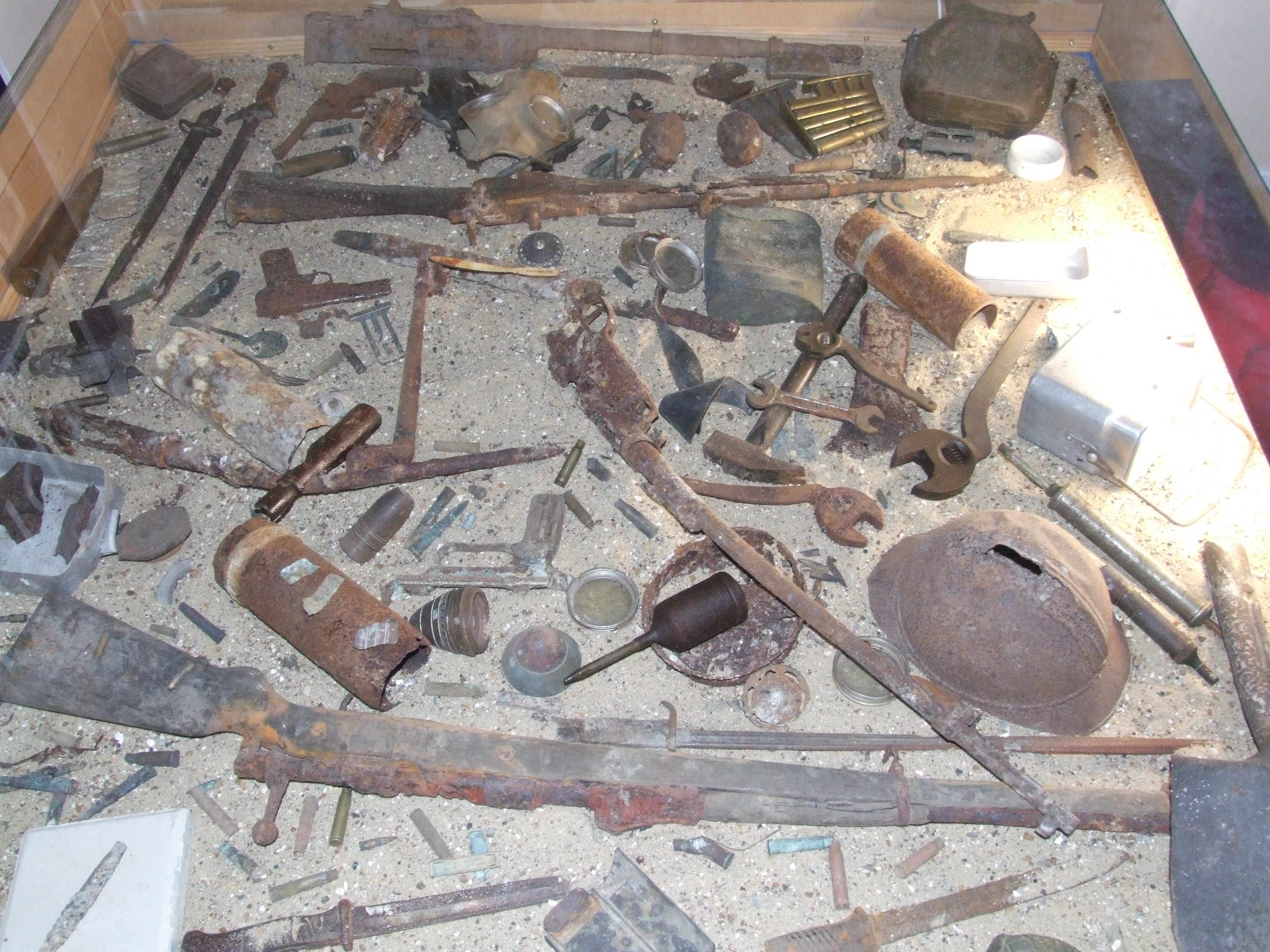
Fundstücke der Schlacht von Dünkirchen und der Operation Dynamo in einer Vitrine im Mémorial du Souvenir

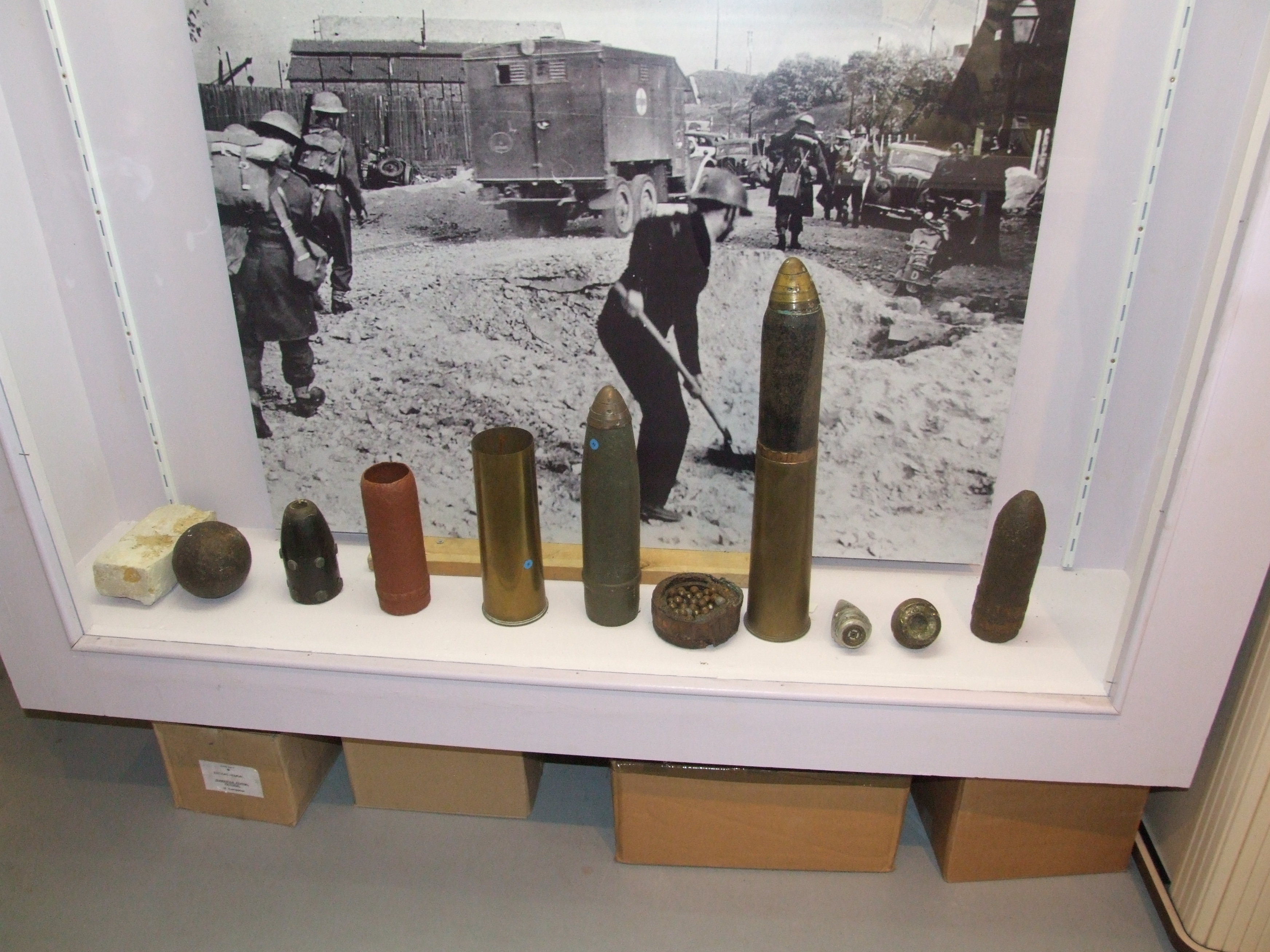
Artilleriemunition, ausgestellt im Mémorial du Souvenir

Im Jahr 1969 wurde eine Ausstellung über die Schlacht von Dünkirchen und der Operation Dynamo zusammengestellt und vom damaligen französischen Verteidigungsminister Michel Debré eröffnet. Die Ausstellung wurde später im Keller des Musée des Beaux Arts von Dünkirchen eingelagert und geriet dann in Vergessenheit. Anlässlich des 60. Jahrestags der Schlacht wurde im Jahr 2000 die Ausstellung neu gestaltet und in der Bastion 32 präsentiert.

## Bildergalerie

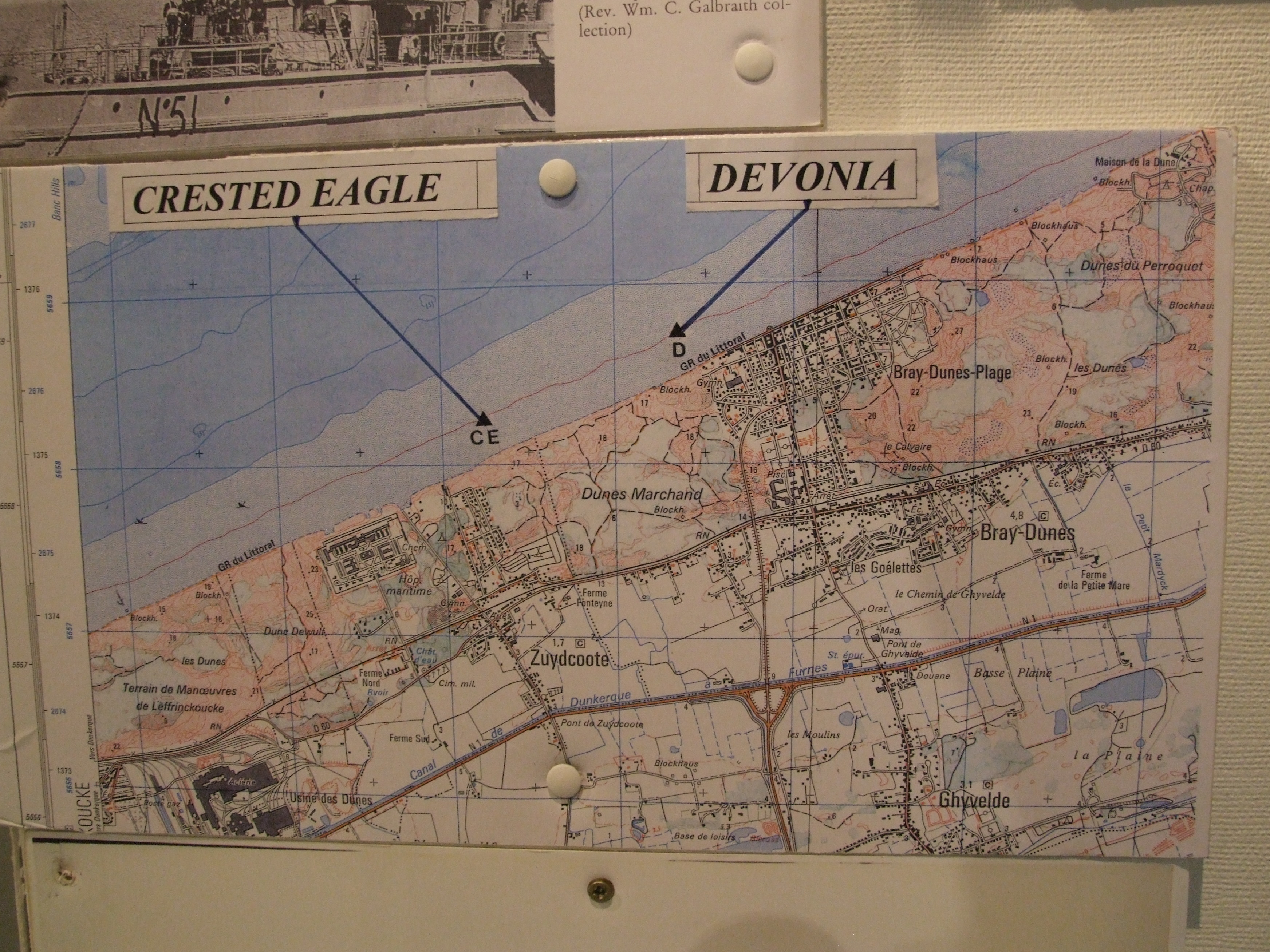
Der Plan zeigt die Evakuierungspunkte Devonia und Crested Eagle bei Bray-Dunes, die 1940 in der Operation Dynamo zur Evakuierung der britischen Truppen genutzt wurden.
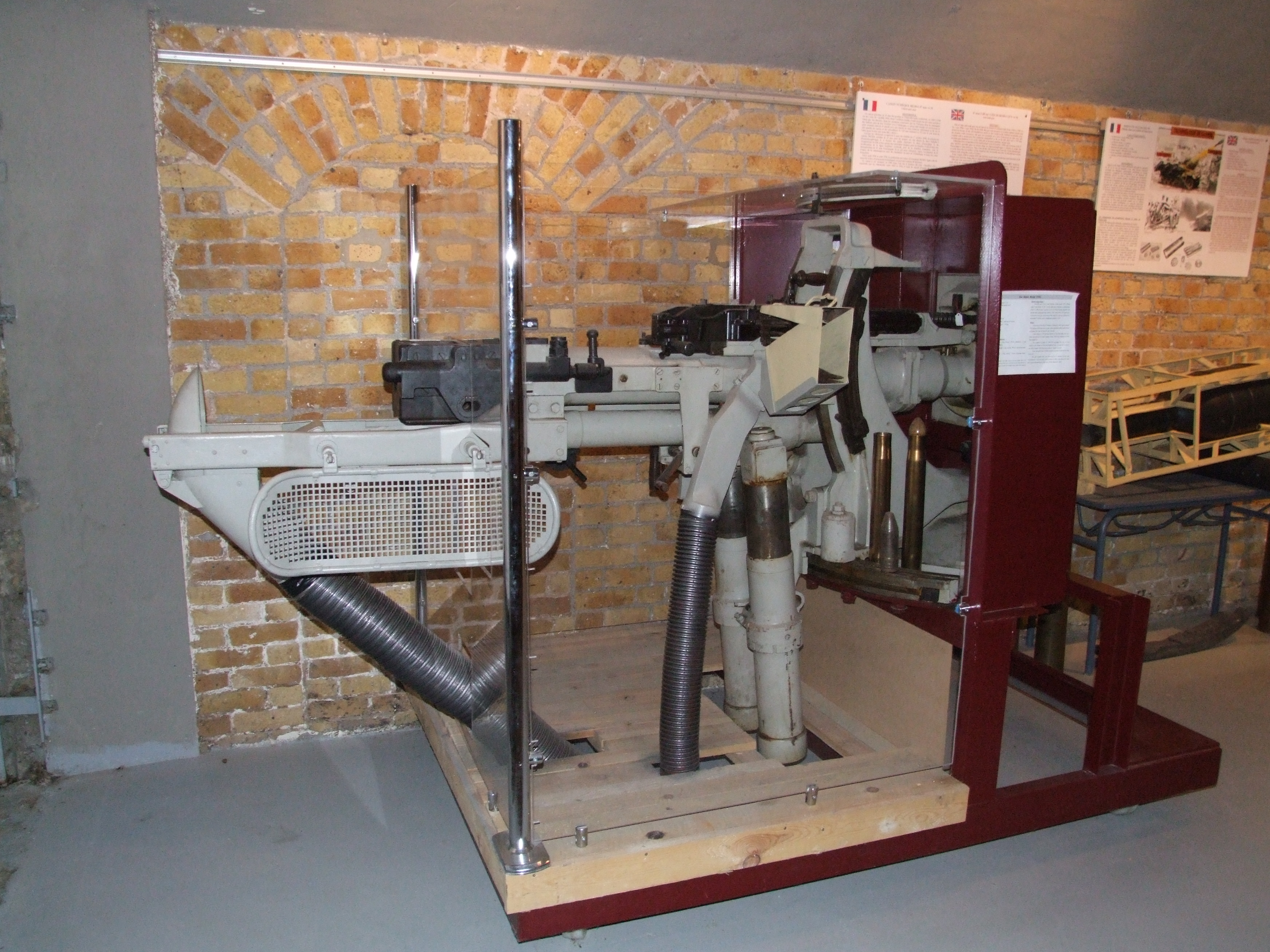
Panzerabwehrkanone Škoda 47 mm M1936 - während der deutschen Besetzung in die Hafenbefestigung von Dünkirchen eingebaut
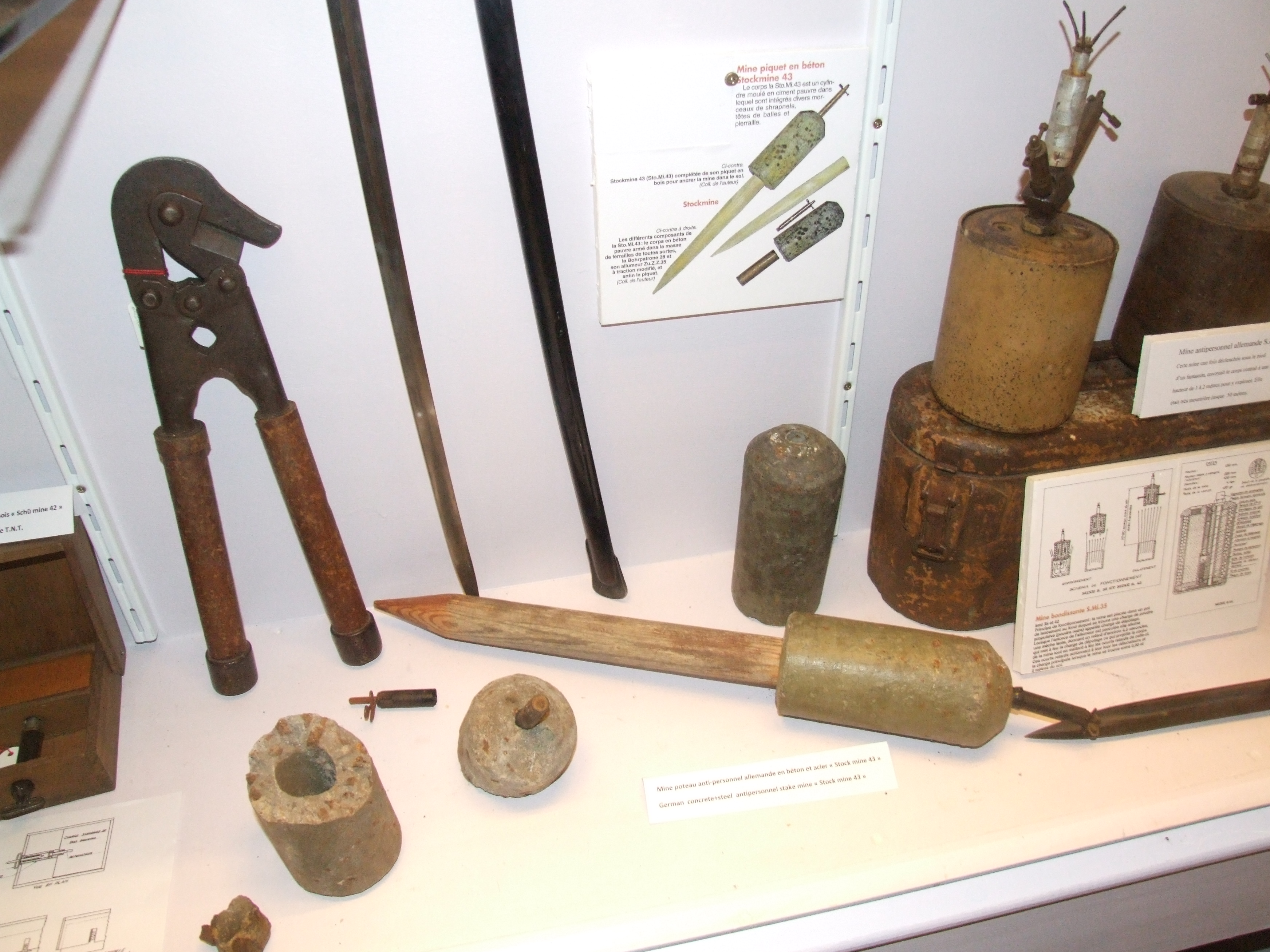
Deutsche Stockmine M43 eine Schützennmine aus Beton
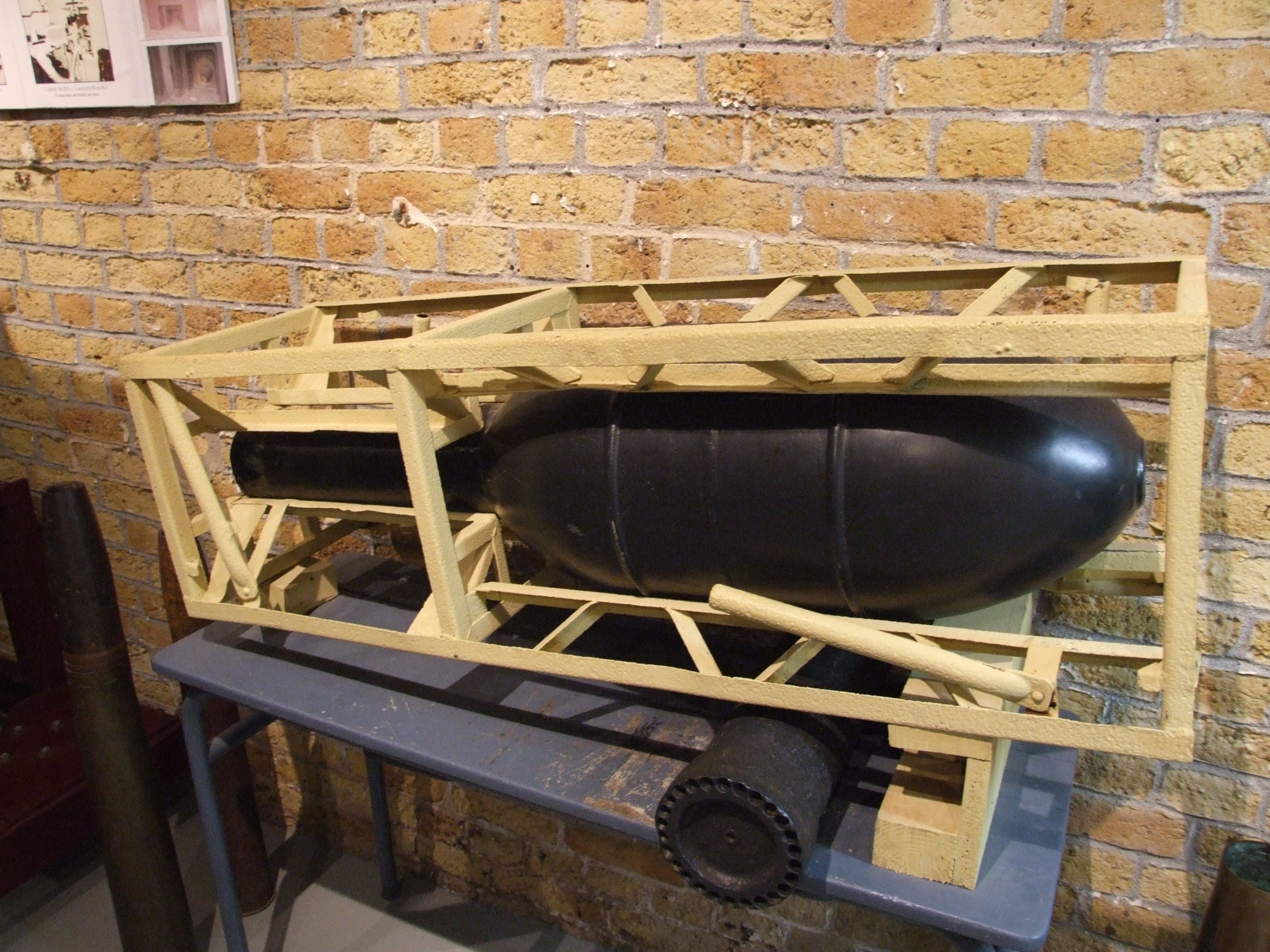
Schweres Wurfgerät 41
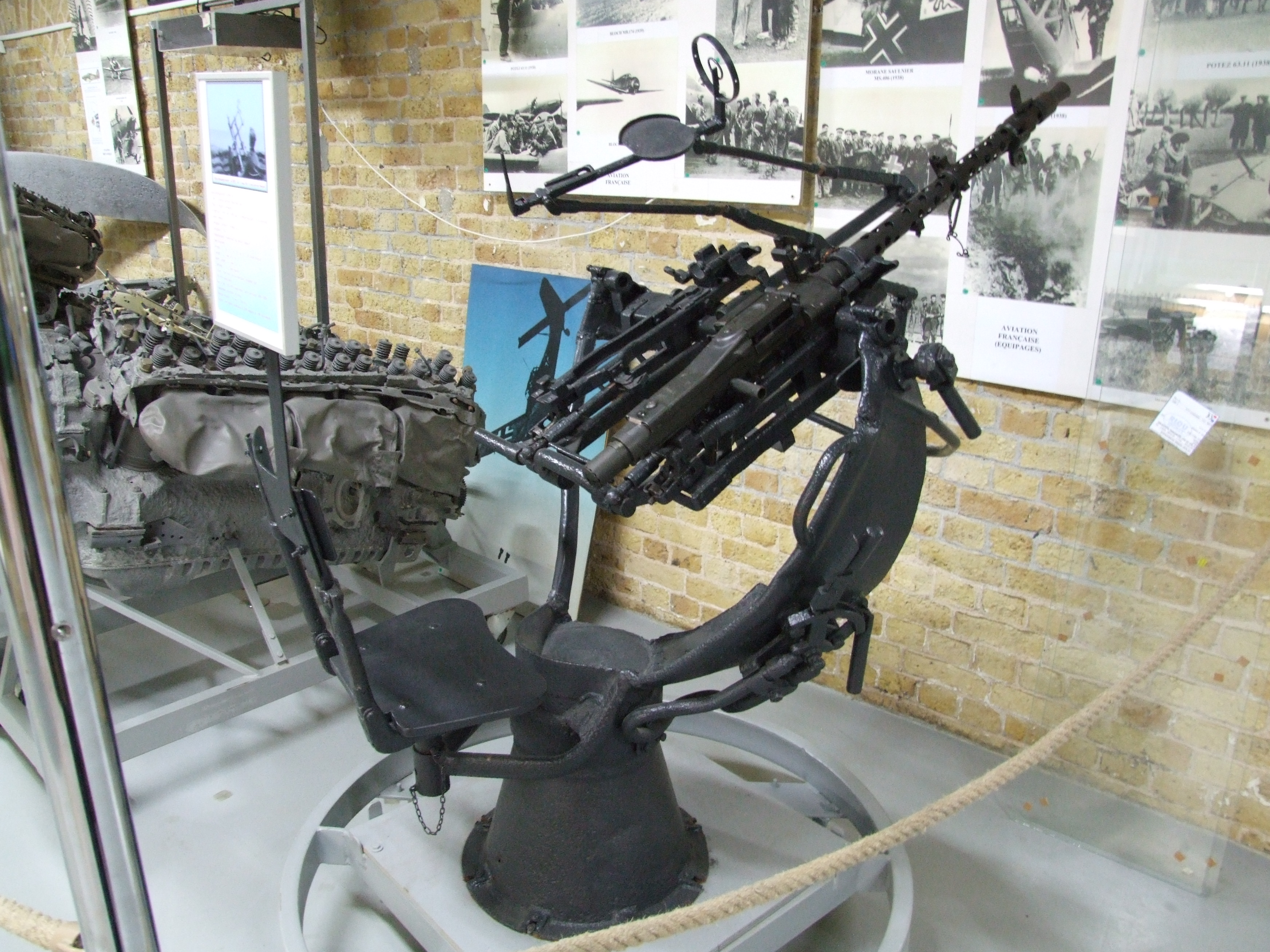
MG 34 auf Flugabwehrlafette
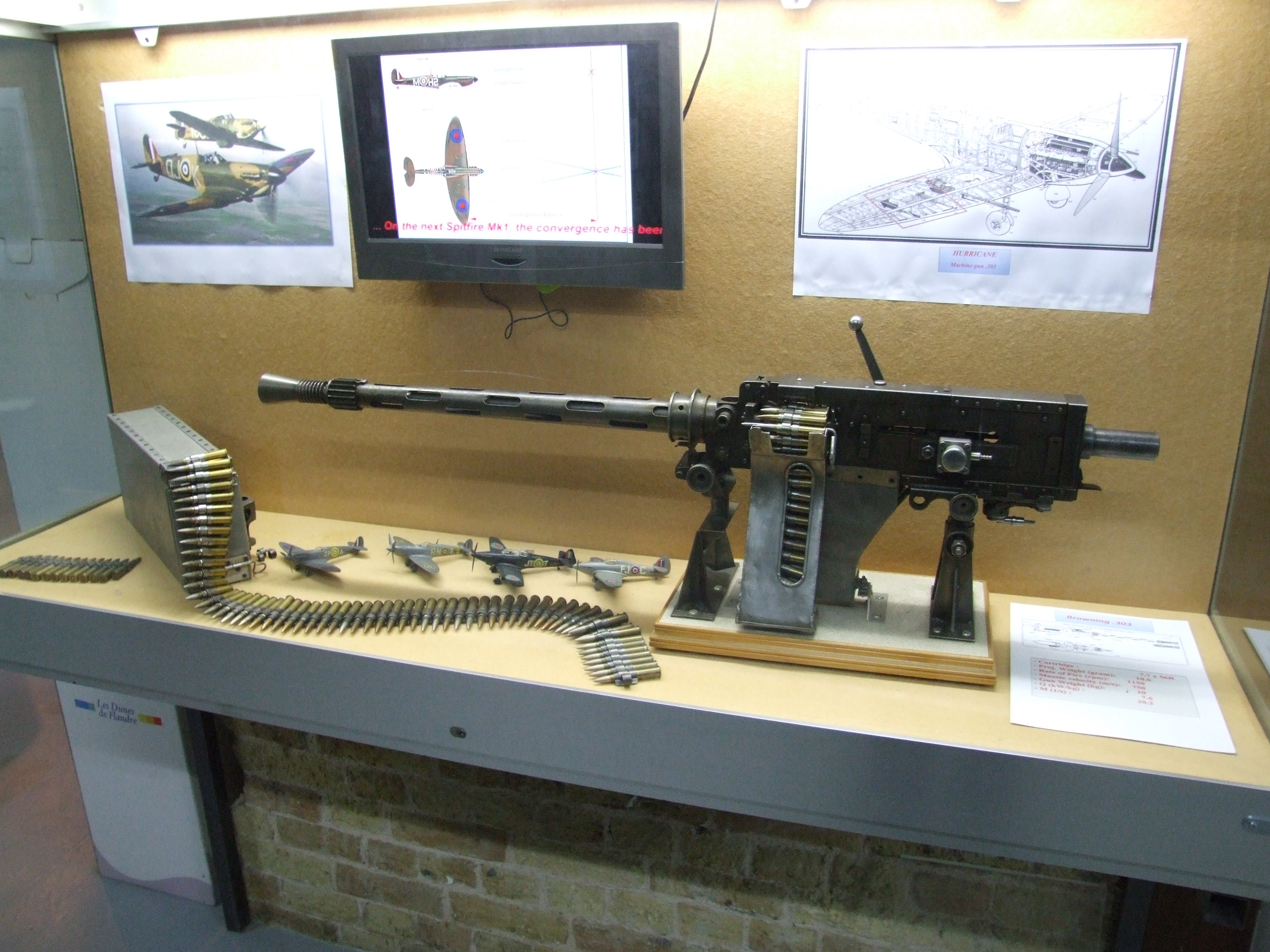
Browning .303 Mark II im Kaliber .303 British, Bordwaffe der englischen Jäger Spitfire und Hurricane
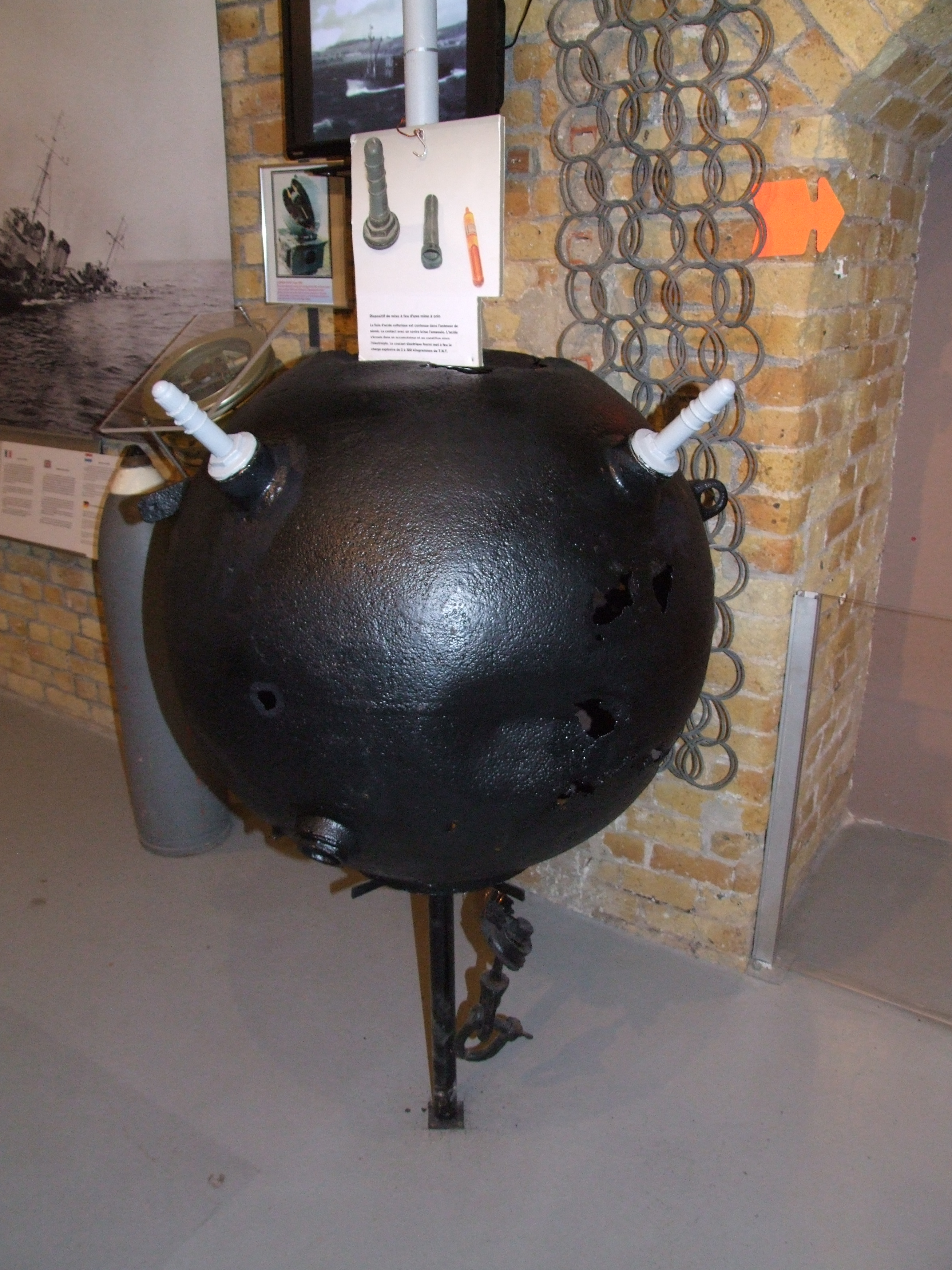
Seemine
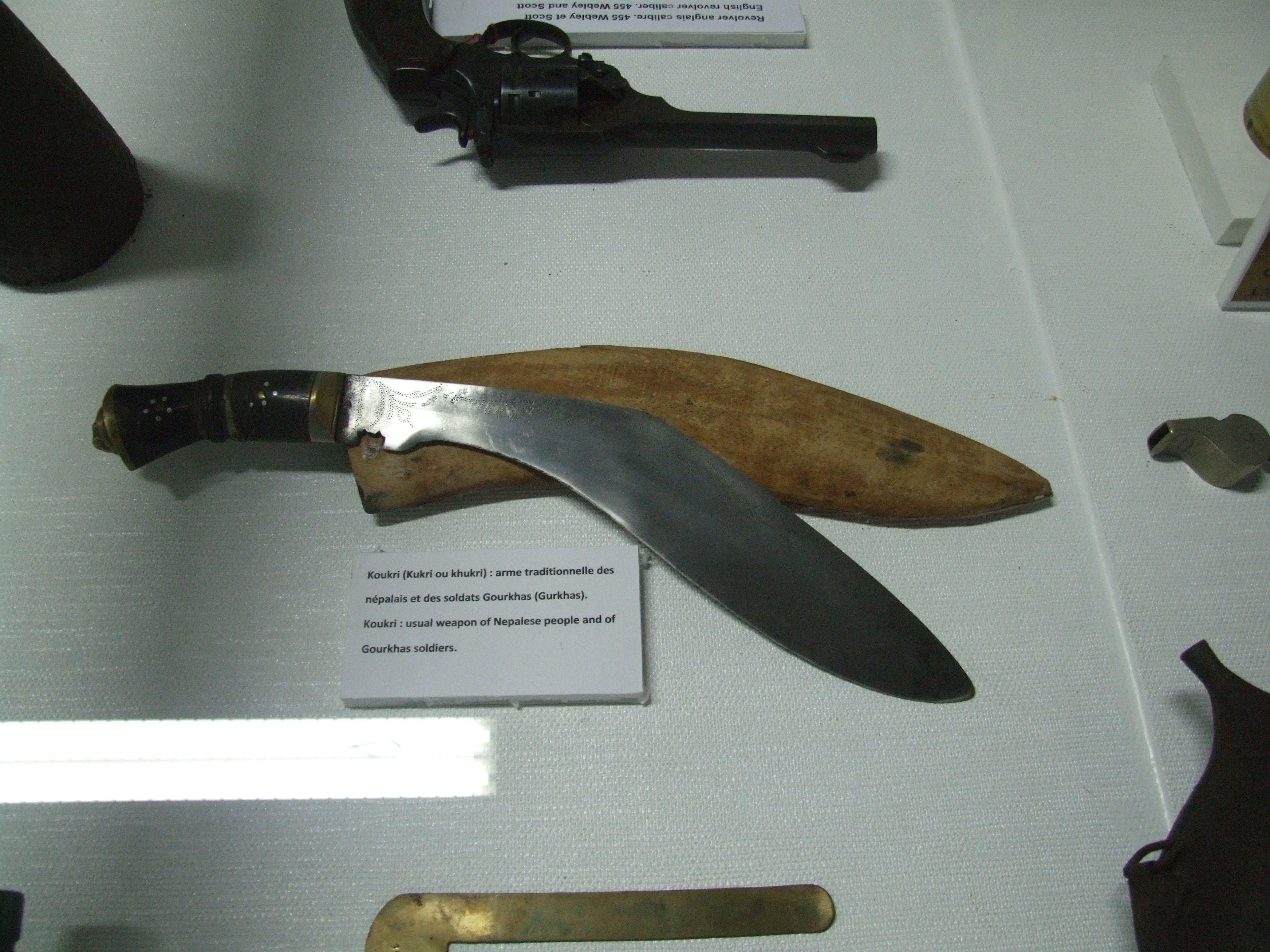
Kukri eines Gurkhas